# ريتشارد تورنر
ريتشارد تورنر (بالإنجليزية: Arthur Turner)‏ (24 أبريل 1882 في المملكة المتحدة - 1 ديسمبر 1960 في المملكة المتحدة) هو لاعب كرة قدم بريطاني (وحمل سابقاً جنسية المملكة المتحدة لبريطانيا العظمى وأيرلندا) في مركز جناح ‏، شارك في الألعاب الأولمبية الصيفية 1900. ولعب مع Upton Park F.C. ‏.

## وصلات خارجية
- ريتشارد تورنر على موقع قاعدة بيانات كرة القدم.إي يو (الإنجليزية)
- ريتشارد تورنر على موقع أوليمبيديا (الإنجليزية)
- ريتشارد تورنر على موقع اللجنة الأولمبية البريطانية (الإنجليزية)